# 왕둥밍
왕둥밍(중국어 간체자: 王东明, 1956년 7월 ~ )는 중화인민공화국의 정치인이다. 전 중국 공산당 쓰촨성 당위원회 서기이고 현재 중화전국총공회 주석이다.

## 생애
랴오닝성 콴뎬 만족 자치현 출신으로 1975년 6월 중국 공산당에 입당했다. 같은해 8월, 문화대혁명 시기에 19세의 왕둥밍은 랴오닝성 환런 만족 자치현에 들어가 일을 했다. 문화대혁명 이후 랴오닝대학교에서 철학 학사 학위를 받고 공청당 랴오닝성 진저우시 시위원회 서기로 활동했다. 이후 랴오닝성 쑤이중현 현위원회 서기와 덩타시 시위원회 서기, 랴오양시 시위원회 상무위원과 부시장 등을 지냈다.
그 후 중국공산당 랴오닝성 성위원회 조직부 부부장과 부장을 역임했다. 1997년 11월 랴오닝성 성위원회 상무위원 겸 조직부 부부장을 역임했다. 2000년 10월부터 중국공산당 중앙조직부 부부장으로 일했고 2007년 7월에는 중앙기구편성위원회 위원 및 판공실 주임을 지냈다. 2012년 11월, 중국공산당 제17기 중앙위원으로 선출되었고, 쓰촨성 성위원회 서기로 임명되었다. 2018년 3월, 제13기 전국인민대표대회 상무위원회 부위원장으로 선출되었고, 현재 중화전국총공회 주석이다.